# Antoine Clesse

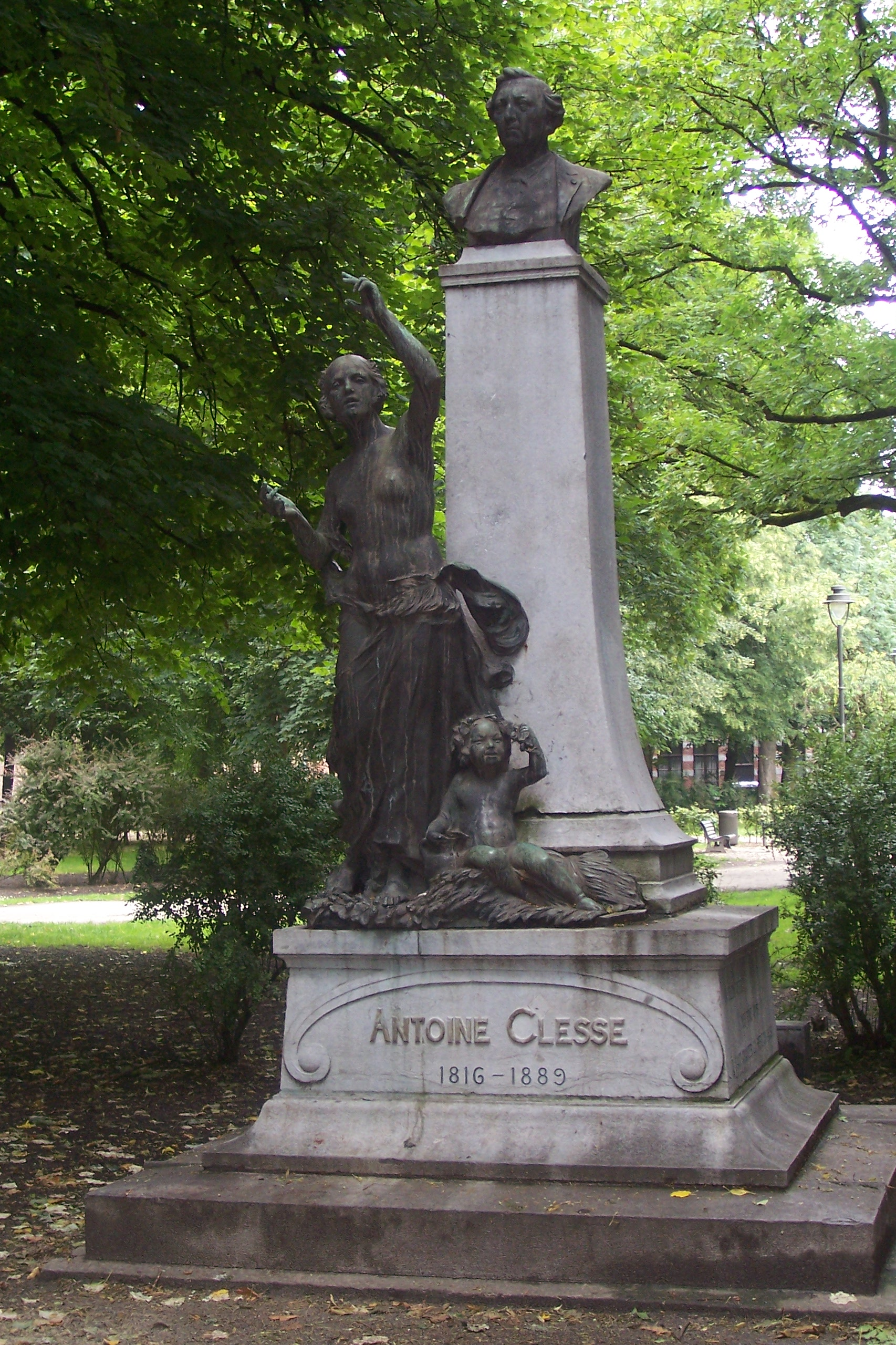
Monument voor Antoine Clesse in Bergen

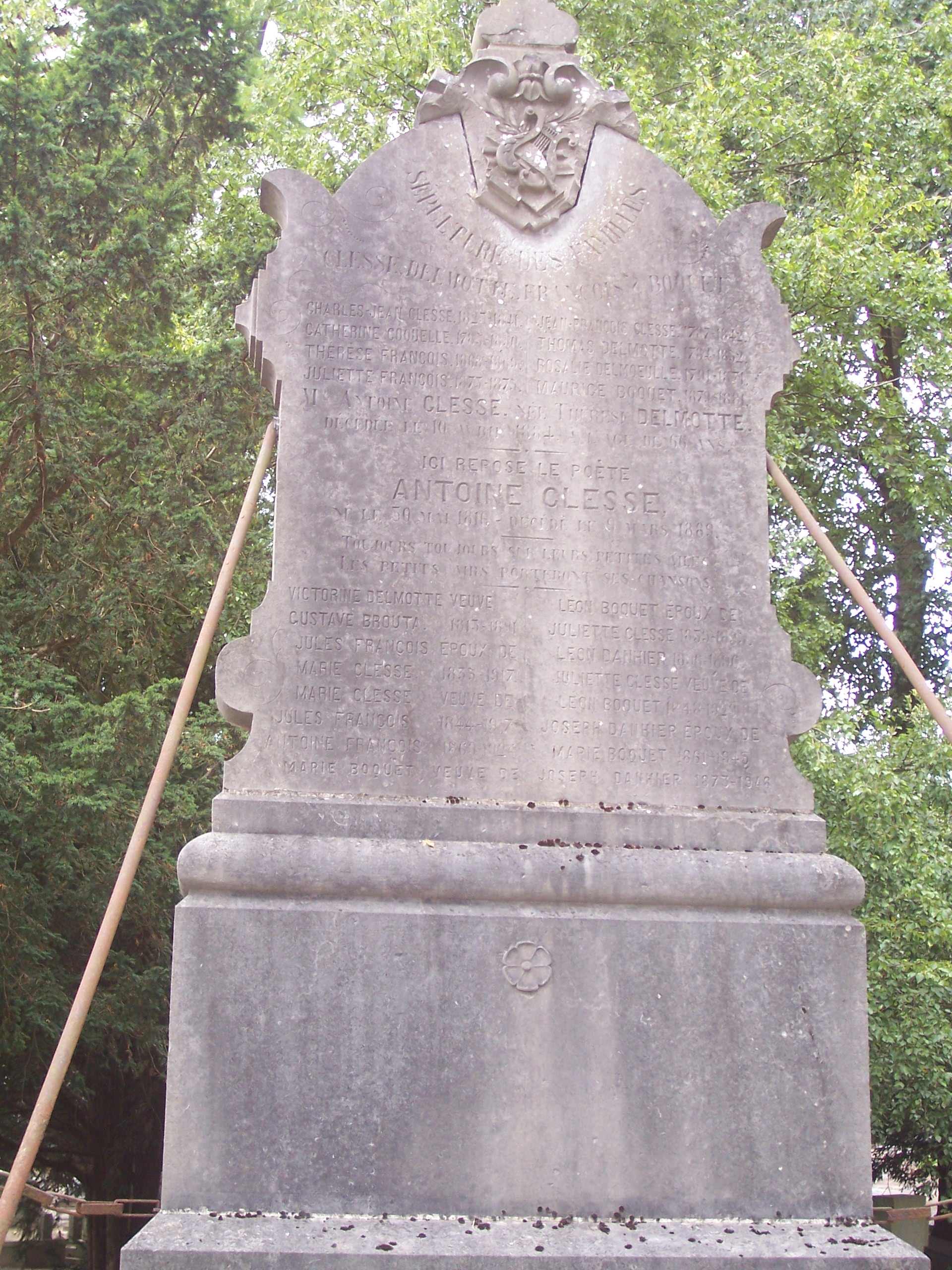
Grafzerk op het kerkhof van Bergen

Antoine Clesse (Den Haag, 30 mei 1816 – Bergen, 9 maart 1889) was een Belgisch dichter en zanger.

## Werk
Clesse staat vooral bekend om zijn dichtbundel Chansons (1866), die meermaals herdrukt is geweest. Zijn lied La bière, beter bekend als La bière du pays (1852) is nog steeds zeer populair tijdens studentenavonden in Franstalig België.
Clesses bekendste gedicht is het patriottische Flamands, Wallons (1849), waarvan de volgende dichtregels zeer bekend zijn geworden:
Soyons unis !... Flamands, Wallons,
Ce ne sont là que des prénoms,
Belge est notre nom de famille !
(Vertaling: Wees verenigd! Vlamingen, Walen: dat zijn slechts voornamen. "Belg" is onze achternaam.)

## Eerbetoon
De Antoine Clessestraat in Laken werd naar hem genoemd.
In het stadspark van Bergen staat er een buste en een monument voor hem opgesteld.

## Trivia
- In Asterix en de Belgen somt het Belgische stamhoofd in de originele Franstalige versie de diverse stammen op waarin de Belgae worden ingedeeld, maar besluit dan: "Dat zijn onze voornamen, maar 'Belg' is onze achternaam."